# Hedyotis rivalis
Hedyotis rivalis är en måreväxtart som beskrevs av Henry Nicholas Ridley. Hedyotis rivalis ingår i släktet Hedyotis och familjen måreväxter. Inga underarter finns listade i Catalogue of Life.